# Nicolas de Brie
 Nicolas de Brie (mort le 24 mars 1269) était un prélat français à la fin du XIIIe siècle, évêque de Troyes. 

## Biographie
Nicolas est connu pour avoir été chanoine de Notre-Dame en la cathédrale et docteur en droit canon. Pour avoir dédicacé l'église de l'Abbaye de Sellières le dimanche de la st-Simon et Jude. En 1239 il recevait la couronne d'Epine et l'accompagnait à la sainte-chapelle de Paris mais était aussi présent lors de l’exécution du Mont-Aimé. Il participait au concile de Sens, à la dédicace de l'église abbatiale de Montiéramey) de l'église des Cordeliers à la valorisation du tombeau de st Edme à Pontigny. En 1268, sous son épiscopat, les chanoines de st-Pierre composèrent un nouveau bréviaire pour l'Eglise de Troyes.
Il fut élu en 1233 par le chapitre pour succéder à Robert à l'évêché de Troyes. Praesul Trecensis Nicolaus gente Briensis.

Il mourut le 24 mars 1269 et repose près du chœur avec l'épitaphe Anno mileno bis centenoque noveno Cim sexageno , sub aprilis tempore pleno Proe Marci Sesto, tu qui legis haec memor esto Quod Linquens mundum miresum nimis & moribundum, Praesul Trecensis Nicolaus, gent Briensis Fons decretorum , patriae lux, forma bonorum, Annis ter denis numero junctis sibi senis, Nobilis Antista patria praesulsit in ista, Vox qui transitis, totiensque venetis & itis, In prece vox sitis, quod Christus sit sibi mitiset son effigie.
Il avait pour blason : de gueules avec six fleurs de lys (3, 2, 1).

## Source
- Jean Charles Courtalon-Delaistre, Topographie historique de la ville et du diocèse de Troyes, vol. 1, Veuve Gobelet à Troyes & Antoine Fournier à Paris, 1793,  p361.